# Uromyces dactylidis
Uromyces dactylidis är en svampart som beskrevs av G.H. Otth 1861. Uromyces dactylidis ingår i släktet Uromyces och familjen Pucciniaceae.   Inga underarter finns listade i Catalogue of Life.

## Bildgalleri

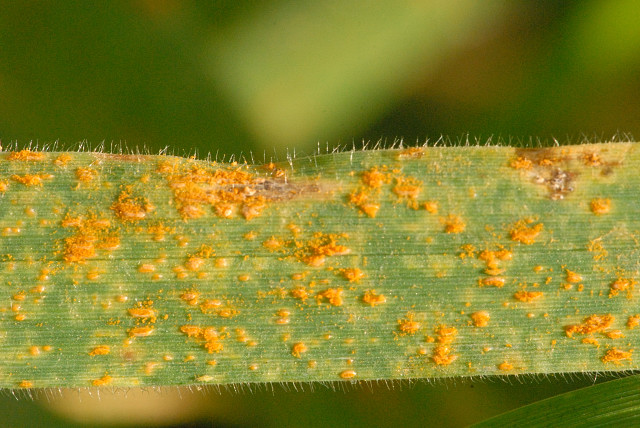